# Direct To Home
Direct To Home (DTH) is een term die gebruikt wordt om particuliere satellietcommunicatie te omschrijven. Met behulp van kleine schotelantennes kan de consument televisie- en radiosignalen van een omroepsatelliet opvangen, dit noemt men ook wel een Direct Broadcast Satellite. De meest populaire satellieten in Europa worden door SES Astra geëxploiteerd. Dit was ook de eerste onderneming dat ooit begon met Direct-To-Home satellieten.